# Girgensohnia oppositiflora
Girgensohnia oppositiflora är en amarantväxtart som först beskrevs av Pall., och fick sitt nu gällande namn av Edward Fenzl. Girgensohnia oppositiflora ingår i släktet Girgensohnia och familjen amarantväxter. Inga underarter finns listade i Catalogue of Life.